# وقواق كوكس
وقواق كوكس (الاسم العلمي: Coccyzus ferrugineus)، نوع من أنواع طيور الوقواويق المنتمية إلى فصيلة الوقواقية. يستوطن في جزيرة كوكوس، وهي جزيرة تقع في المحيط الهادئ وهي تابعة لكوستاريكا.
موائله الطبيعية غابات الأراضي المنخفضة الرطبة شبه الاستوائية أو الاستوائية، والغابات الجبلية الرطبة شبه الاستوائية أو الاستوائية، والشجيرات الرطبة شبه الاستوائية أو الاستوائية. إنهُ مهدد بفقدان موائله.